# Стоун Темпъл Пайлътс
Stone Temple Pilots е американска рок група от 90-те години на 20 век, създадена в Сан Диего, Калифорния през 1990 г.

## История
Stone Temple Pilots е създадена през 1990 г. в Калифорния няколко години след като Скот Уейланд и Робърт Делио се срещат на концерт в Лонг Бийч. Към тях се присъединява и братът на Робърт – Дийн и барабанистът Ерик Крец.
Първоначално групата се нарича Mighty Joe Young и под това име започват първите си записи за Atlantic Records. По време на записите обаче, групата научава, че името Mighty Joe Young е вече заето от друг изпълнител и го променят на Shirley Temple Pussy, вдъхновени от логото на компанията STP Motor Oil Company. Това име не се харесва на издателската компания и те се принуждават да издадат първия си албум под името Stone Temple Pilots, запазвайки инициалите STP.
Първият албум на групата, наречен Core, излиза през 1992 г. Албумът съдържа синглите Plush, Creep, Wicked Garden, Sex Type Thing.
Вторият албум на групата – Purple, излиза през 1994 г. и става номер 1 в класацията за албуми на САЩ и продава 3 милиона копия за по-малко от 4 месеца след появата си. Синглите Interstate Love Song и Vasoline са също номер едно в класацията за сингли през същата година.
През 1996 г. Stone Temple Pilots издават третия си албум Tiny Music... Songs from the Vatican Gift Shop, а през 1999 г. N°4, четвъртия си албум. Групата издава и още един студиен албум Shangri-La Dee Da през 2001, както и един сборен Thank You през 2003 преди членовете ѝ да захванат с други проекти.
През 2002 г. китаристът Слаш основава групата Velvet Revolver, заедно с някои от бившите членове на Guns’N’Roses, и канят Скот Уейланд като вокалист.

## Състав
- Scott Weiland: вокал
- Dean DeLeo: китара
- Robert DeLeo: бас
- Eric Kretz: ударни

## Дискография
- 1992 - Core
- 1994 - Purple
- 1996 - Tiny Music... Songs from the Vatican Gift Shop
- 1999 - N°4
- 2001 - Shangri – La Dee Da
- 2003 - Thank You
- 2010 - Stone Temple Pilots
- 2013 - High Rise
- 2018 - Stone Temple Pilots '18